# Accord de Peshawar
Le 24 avril 1992, l'accord de Peshawar est annoncé par plusieurs partis moudjahidines afghans, excepté Gulbuddin Hekmatyar, chef du Hezb-e Islami, est, depuis mars 1992, opposé à ces tentatives de gouvernement de coalition.
L'accord proclame un gouvernement intérimaire afghan appelé l'État islamique d'Afghanistan pour commencer à servir le 28 avril 1992. En raison de forces rivales se disputant le pouvoir total, ce gouvernement intérimaire est paralysé dès le début.
Les partis moudjahidines afghans discutant à Peshawar, au Pakistan, se mettent d'accord le 26 avril 1992 sur la proclamation d'un conseil de direction assurant des pouvoirs résiduels aux chefs de parti sous la direction d'un président par intérim Sibghatullah Mojaddedi ou Mujaddidi (un chef religieux) en poste du 28 avril au 28 juin 1992. Le chef du Jamiat-e Islami, Burhanuddin Rabbani, lui succédera alors comme président par intérim jusqu'au 28 octobre, et également en 1992 une shura nationale devra ratifier une constitution provisoire et choisir un gouvernement intérimaire pour dix-huit mois, suivi d'élections. Dans l'accord de Peshawar, Ahmad Shah Massoud est nommé ministre de la Défense par intérim du gouvernement Mujaddidi.